# Rétrocession de Hong Kong à la Chine

Le Royaume-Uni acquit :
l'île de Hong Kong en 1842 (cession à perpétuité)
la péninsule de Kowloon en 1860 (cession à perpétuité)
les Nouveaux Territoires en 1898 (bail de 99 ans)

La rétrocession de Hong Kong, jusqu'alors colonie britannique, à la Chine a eu lieu le 1er juillet 1997, à la fin du bail de 99 ans relatif aux Nouveaux Territoires établi entre l'Empire britannique  et l'Empire chinois sous la dynastie Qing à la suite de la défaite de ce dernier dans la guerre sino-japonaise (1894-1895).
L'île de Hong Kong et la presqu'île de Kowloon auraient juridiquement pu rester britanniques car elles avaient été cédées à perpétuité au Royaume-Uni, aux termes de deux autres traités antérieurs :  
- le traité de Nankin, signé à la fin de la première guerre de l'opium (1839-1842), pour l'île de Hong Kong ;
- la convention de Pékin, signée à la fin de la seconde guerre de l'opium (1856-1860) pour la péninsule de Kowloon.

Toutefois, l'aménagement du territoire de Hong Kong, qui avait intégré les Nouveaux Territoires dans un même ensemble urbain, rendait impossible une séparation qui aurait impliqué l'établissement d'une frontière alors que les lignes de métro passaient d'une zone à l'autre, et que le futur aéroport était dans les nouveaux territoires, etc. C'est pourquoi, le gouvernement britannique a estimé incontournable de restituer à la Chine la totalité du territoire de Hong Kong.
La déclaration commune sino-britannique sur la question de Hong Kong, signée le 19 décembre 1984, entérine la restitution de l’ensemble par la couronne britannique. En application de cette déclaration commune, la république populaire de Chine s'engage de son côté à maintenir les systèmes économique, législatif et social, ainsi que le mode de vie hongkongais pendant une période de 50 ans après la rétrocession ; il s'agit de l’application de la formule énoncée par Deng Xiaoping en 1997 : « un pays, deux systèmes », slogan de la république populaire de Chine qui englobe aussi Macao et Taïwan.
Hong Kong devient la première région administrative spéciale chinoise, deux ans avant son voisin Macao, rétrocédé par le Portugal le 20 décembre 1999. L'événement donne lieu à une cérémonie retransmise dans le monde entier en présence du prince Charles, héritier de la couronne britannique.

## Transition vers le régime de la république populaire de Chine
Selon les accords de la loi fondamentale de la région administrative spéciale de Hong Kong, il est convenu que le système capitaliste du Royaume-Uni soit maintenu et que le régime de la république populaire de Chine ne soit pas appliqué à Hong Kong, pendant les 50 années suivant la rétrocession (soit de 1997 à 2047).
Avant la rétrocession, le chef de l’exécutif, appelé gouverneur de Hong Kong, était choisi par la couronne britannique. Depuis la rétrocession, le chef de l'exécutif de Hong Kong est choisi par l'Assemblée nationale populaire de la république populaire de Chine, puis élu par un comité électoral hongkongais.
Le Conseil législatif de Hong Kong, établi en 1943, un siècle après le rattachement de Hong Kong à l'Empire britannique, ne comportait que quatre conseillers, des seigneurs (anglais : lord) de la couronne britannique. À partir de 1985, un an après la signature de la rétrocession, les premières élections législatives ont lieu, avec des membres élus par un collège.
À partir de 1991, cinq ans après la signature de la rétrocession, les premières élections législatives par la population (en) ont lieu, permettant l'élection des soixante membres de cette assemblée monocamérale. Ce système doit rester en place pendant les 50 ans de la rétrocession de Hong Kong.
En septembre 2018, le Parti national de Hong Kong (HKNP), créé par Andy Chan Ho-tin est interdit par les autorités chinoises. C'est la première fois qu'un parti politique est formellement interdit depuis le 1er juillet 1997.